# HAT-P-7
HAT-P-7 eller Kepler-2 är en ensam stjärna i mellersta delen av stjärnbilden Svanen. Den har en skenbar magnitud av ca 10,46 och kräver ett teleskop för att kunna observeras. Baserat på parallax enligt Gaia Data Release 3 på ca 3,00 mas beräknas den befinna sig på ett avstånd av ca 1 088 ljusår (ca 333 parsec) från solen. Den rör sig närmare solen med en heliocentrisk radialhastighet av ca -11 km/s.

## Egenskaper
HAT-P-7 är en vit stjärna i huvudserien av spektralklass F6 V. Den har en massa av ca 1,5 solmassa, en radie av ca 1,8 solradie och har en effektiv temperatur av ca 6 400 K.

## Planetsystem
Stjärnan har bara en känd exoplanet, HAT-P-7b. Stjärnsystemet låg inom det ursprungliga synfältet för det planetsökande rymdteleskopet Kepler och fick beteckningen KOI-2 och senare Kepler-2.
| Planet | Massa            | Halv storaxel (AE) | Siderisk omloppstid (d)       | Excentricitet | Inklination | Radie          |
| ------ | ---------------- | ------------------ | ----------------------------- | ------------- | ----------- | -------------- |
| b      | 1,806 ± 0,036 MJ | 0,03813 ± 0,00036  | 2,20473539167 ± 0,00000001654 | <0,0040 ±     | -           | 1,64 ± 0,11 RJ |